# Gabrielius Landsbergis
Gabrielius Landsbergis   (Vílnius, 7 de gener de 1982) és un polític lituà.

## Biografia
En 2003, Landsbergis es va graduar en la facultat d'Història de la Universitat de Vílnius i va obtenir una llicenciatura; en 2005, es va graduar en l'Institut Universitari de Relacions Internacionals i Ciències Polítiques de Vílnius, obtenint un màster en Relacions Internacionals i Diplomàcia. Va treballar en el Ministeri d'Afers exteriors de Lituània i en la Cancelleria del President de Lituània. En 2007 es va incorporar al personal de l'ambaixada de Lituània a Bèlgica i al Luxemburg. Landsbergis va tornar a Lituània en 2011 i va treballar en la Cancelleria del Govern de Lituània.
diputat del Parlament Europeu del 2014 al 2016, va ser membre del Grup del Partit Popular Europeu (Demòcrata-Cristians).
El 25 d'abril de 2015 va ser escollit com a president de la Unió Patriòtica, derrotant a l'expresidenta del Seimas Irena Degutienė.
Diputat del parlament nacional (conegut com a Seimas), va ser ministre d'Afers Exteriors de Lituània,  en el govern de coalició encapçalat per Ingrida Šimonytė sorgit de les eleccions legislatives lituanes de 2020. L'endemà de la segona volta de les eleccions legislatives lituanes de 2024, en què el seu  partit va perdre la primera posició i gairebé la meitat dels escons, Gabrielius Landsbergis va anunciar la seva renúncia com a líder de la Unió Patriòtica i com a membre de la propera Seimas, i Radvilė Morkūnaitė-Mikulėnienė es va convertir en la líder interina del partit.